# Kusugal, Hubli
Kusugal là một làng thuộc tehsil Hubli, huyện Dharwad, bang Karnataka, Ấn Độ.